# Träume sind wie wilde Tiger
Träume sind wie wilde Tiger ist ein Film von Lars Montag, der Anfang September 2021 beim Filmkunstfest Mecklenburg-Vorpommern seine Premiere feierte und am 3. Februar 2022 in die deutschen Kinos kam.

## Handlung
Der größte Traum des 12-jährigen Ranji Ram in Mumbai ist es, in einem Bollywood-Film aufzutreten, ganz so wie sein großes Idol Amir Roshan. Mit einem Casting-Aufruf Roshans scheint der Traum zum Greifen nah, scheitert jedoch daran, dass Ranji mit seinen Eltern nach Deutschland auswandert. Sein Großvater Daada, der in Mumbai bleibt, schenkt ihm zum Abschied sein Handy, so dass sie wenigstens jederzeit skypen können.
In Berlin wird Ranji von Mitschülern schikaniert und fühlt sich elend. Dennoch produziert er ein gutes Video für das Casting, verliert es jedoch wieder, als ihm eine Bande krimineller Mitschüler sein Handy stiehlt. Seine Versuche, für ein neues Video ein Mädchen als Tanzpartnerin zu finden oder zumindest einen als Mädchen verkleideten Jungen, machen seine Mitschülerin und Nachbarin Toni aufmerksam, die sich anfangs auf der Seite der Mobber befindet, aber umdenkt, als Ranji ihr sein Vorhaben anvertraut. Er verzeiht ihr sogar, als sie ihm gesteht, dass sie es war, die sein Handy verkauft hat. Sie benötigt Geld für eine Reise nach Rom, mit deren Hilfe sie ihre getrennt lebende Mutter wieder in die Familie integrieren will.
Toni produziert mit Ranji ein drittes Casting-Video, das sie schließlich einschicken, obwohl Ranjis Vater den Upload zu unterbrechen versucht. Als nüchterner, pragmatisch denkender Mensch will er Ranji dazu zwingen, mit dem Träumen aufzuhören und sich der Realität zu stellen.
Für das Casting-Video bekommen sie tatsächlich eine Einladung zum Videodreh nach Mumbai. Mit Hilfe der indienbegeisterten Nachbarin Patrizia, die in Ranjis Großvater einen Nachkommen ihres Lieblings-Gurus zu erkennen glaubt, fliegen sie nach Mumbai und erreichen das Studio trotz einiger Probleme in letzter Sekunde. Amir Roshan ist von Ranjis Live-Performance beeindruckt und gibt ihm die Rolle in seinem nächsten Tanzfilm. Ranjis Vater, der nachgereist ist, sieht ein, dass sein Sohn auf einem guten Weg war, und unterstützt ihn jetzt. Beim Rückflug nach Deutschland nehmen sie den Großvater mit.
Der Titel basiert auf einer Äußerung Tonis, mit der sie Ranji Mut macht, die letzten Schritte auch noch zu gehen: Je näher man einem Traum komme, desto bedrohlicher sehe er aus, aber davon dürfe man sich als Jäger nicht einschüchtern lassen.

## Produktion
Der Film erhielt auf der Grundlage des Drehbuchs der Autorin Katharina Reschke. unter dem ursprünglichen Titel Curry ist nichts für Schwächlinge zwischen 2017 und 2019 Drehbuch-, Projektentwicklungs- und Produktionsförderung durch die Initiative Der besondere Kinderfilm. Der Film wurde 2020 von der Produktionsfirma NFP media rights produziert. Der Filmverleih ist Wild Bunch Germany.

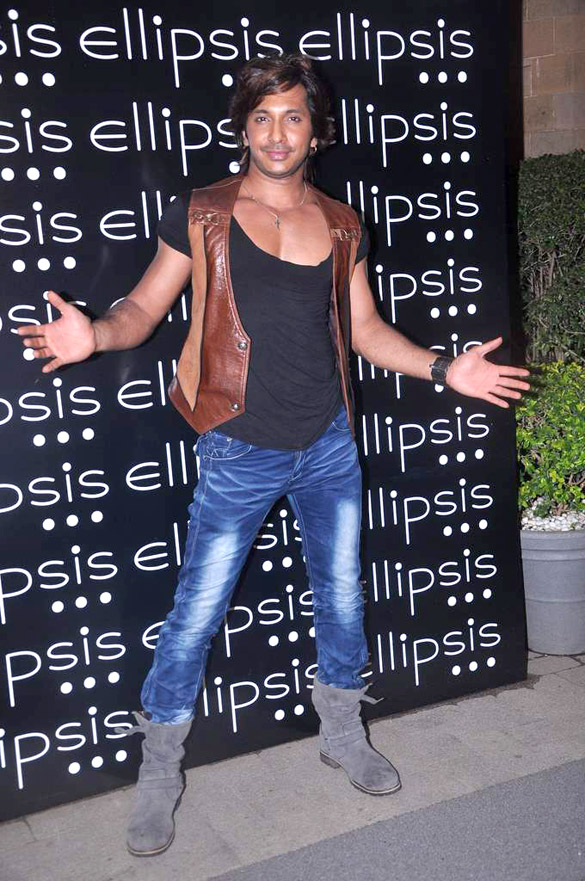
Terence Lewis spielt Ranjis großes Idol Amir Roshan

Regie führte Lars Montag, der gemeinsam mit Ellen Schmidt, Sathyan Ramesh und Murmel Clausen auch am Drehbuch schrieb.
Der Nachwuchsschauspieler Shan Robitzky ist in der Hauptrolle von Ranji Ram zu sehen. Sushila Sara Mai und Murali Perumal spielen seine Eltern Kalinda und Sunil. Annlis Krischke spielt in der zweiten Hauptrolle die Nachbarstochter Toni Nachtmann, Anne Ratte-Polle und Simon Schwarz ihre Eltern Jeanette und Frank.
Dass Irshad Panjatan, der Darsteller von Ranjis Großvater, bereits in Der Schuh des Manitu als Häuptling Listiger Lurch zu sehen war, wird im Film als Gag aufgegriffen.
Die von Johannes Repka komponierte Filmmusik wurde vom Deutschen Filmorchester Babelsberg eingespielt. Weitere Musik stammt von Daniel Freundlieb, weitere Songs steuerten Peter Plate und sein Partner Ulf Leo Sommer bei.
Die verschiedenen Instrumente, die Tonis Vater Frank im Film baut, wurden von den Szenenbildnern erdacht und gefertigt, die hierfür Produkte aus dem Baumarkt verwendeten.
Die Dreharbeiten fanden von Anfang März bis Anfang August 2020 in Halle, Leipzig, Berlin und in Mumbai statt, dort unter anderem in einem echten Bollywood-Studio.
Die Premiere erfolgte Anfang September 2021 beim Filmkunstfest Mecklenburg-Vorpommern. Ab 3. Oktober 2021 wurde der Film beim Filmfest Hamburg gezeigt. Der Kinostart in Deutschland erfolgte am 3. Februar 2022. Ende August, Anfang September 2022 wurde der Film beim Festival des deutschen Films vorgestellt. Im Oktober 2022 wird er beim Schlingel Film Festival gezeigt.

## Rezeption

### Kritiken
Von der Deutschen Film- und Medienbewertung wurde Träume sind wie wilde Tiger mit dem Prädikat Wertvoll versehen. In der Begründung heißt es, der Jugendfilm verarbeite auf unterhaltsame Weise eine ganze Reihe von relevanten Themen und zeige sich in erster Linie als klassischer Vertreter der Culture-Clash-Komödie, indem er indische und deutsche Lebensweisen aufeinanderprallen lässt. Ein weiteres Element der Erzählung stellt die Positionierung zweier Lebensprinzipien als gegensätzlich dar, das Träumerische, Fantasiereiche auf der einen Seite und das Mathematische, Logische auf der anderen, was vor allem auf der Bildebene teils großartig umgesetzt worden sei, als ein Hybrid aus indischen und europäischen Einflüssen. Auch wenn alle Figuren, Wendungen und Konfliktauflösungen oft zu einfach, zu stereotyp und teils auch inkonsequent ausgefallen seien, vermöge der Film durch seine Showelemente und die Situationskomik dennoch als „Family Entertainment“ dennoch gut zu unterhalten.

### Auszeichnungen
Im Mai 2021 wurde Träume sind wie wilde Tiger in die Vorauswahl von Kinderfilmen für den Deutschen Filmpreis aufgenommen. Im Folgenden eine Auswahl von Auszeichnungen und Nominierungen.
Bayerischer Filmpreis 2022
- Auszeichnung als Bester Kinderfilm (Lars Montag)[13]

Europäischer Filmpreis 2022
- Nominierung für den „Young Audience Award“[14]

Kinderfilmtage 2022
- Gewinner EMMI für „Bester Film“[15]
- Gewinner EMO für „Bester Darsteller“[16]

Filmkunstfest Mecklenburg-Vorpommern 2021
- Nominierung als Bester Kinder- und Jugendfilm[17]

MICHEL Kinder und Jugend Filmfest 2021
- Nominierung als Bester Kinder- und Jugendfilm[5]

Kindertiger 2022
- Nominierung für das Beste Drehbuch[18]

Kinofest Lünen 2021
- Gewinner der „Rakete“ für den besten Kinderfilm[19]

International Film Festival Jaipur 2022
- Gewinner „Best Children’s Film Award“[20]